# Klîmentînivka, Mena
Klîmentînivka (în ucraineană Климентинівка) este un sat în comuna Leninivka din raionul Mena, regiunea Cernihiv, Ucraina.

## Demografie
Componența lingvistică a localității Klîmentînivka
     Ucraineană (99,48%)
     Alte limbi (0,52%)
Conform recensământului din 2001, majoritatea populației localității Klîmentînivka era vorbitoare de ucraineană (99,48%), existând în minoritate și vorbitori de alte limbi.